# Pentimento

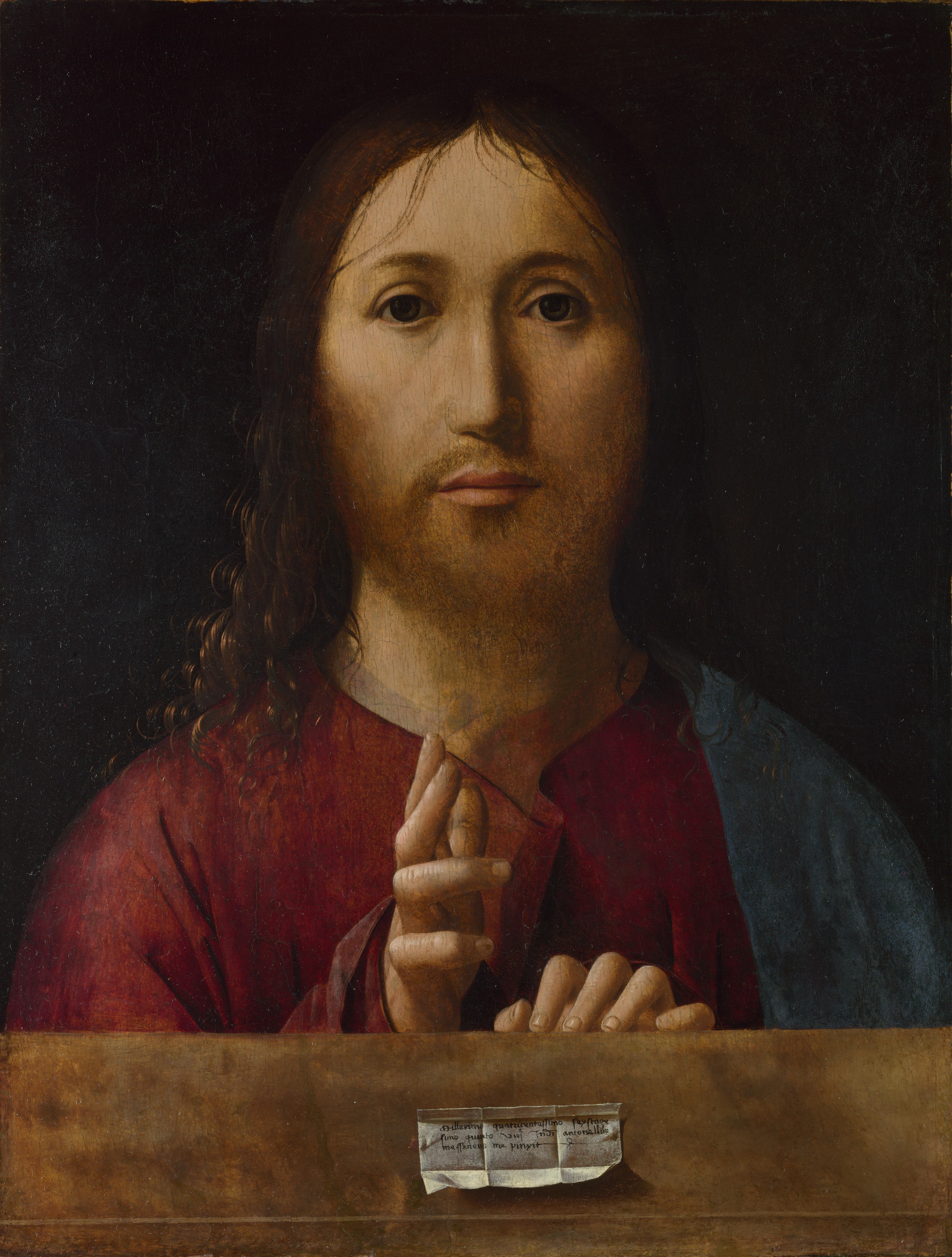
Een Salvator mundi van Antonello da Messina, waarop men een pentimento kan zien in de hals van Christus: de rand van het hemd is iets verlaagd

Een pentimento (meervoud pentimenti) is een wijziging aan een schilderij, ontstaan tijdens het schilderen van het originele werk. Pentimenti zijn in het afgewerkte schilderij onzichtbaar voor het blote oog, maar kunnen later zichtbaar worden door chemische veranderingen van de verf of door bepaalde moderne technische onderzoekingen. 
Pentimenti zijn verbeteringen die de kunstenaar aanbrengt aan zijn originele ontwerp tijdens het afwerken van zijn schilderij, dus geen overschilderingen op het afgewerkte schilderij. Het zijn resultaten van het creatieve proces, het aanpassen van het ontwerp tijdens het schilderen. De term is afgeleid van het Italiaanse werkwoord pentire of in zijn reflexieve vorm pentirsi, berouw hebben. Het wordt ook in het Italiaans als zelfstandig naamwoord gebruikt. In het Frans spreekt men trouwens over un repentir. 

## Zichtbaar
Meestal zijn pentimenti met het blote oog niet te bespeuren, maar soms kan een nauwlettend toeschouwer ze herkennen aan minieme tonaliteitverschillen zoals in het voorbeeld van Antonello da Messina hierbij. Sommige pentimenti zijn in de loop der eeuwen zichtbaar geworden doordat de bovenlaag van de verf met de tijd transparanter werd. Soms kan men ook de structuur van de penseelstreken en andere details van de onderliggende laag herkennen door onderzoek van het oppervlak met strijklicht. Maar de meeste pentimenti komen aan het licht door onderzoek met röntgenstraling of door de vergelijking van het voltooide schilderij met de originele ondertekening, die soms zichtbaar gemaakt kan worden met infraroodreflectografie.

## Belang voor kunsthistorisch onderzoek
|                                                                        |  |                                                           |
| Hiëronymus, Antoon van Dyck – Museum Boijmans Van Beuningen, Rotterdam |  | Hiëronymus, Antoon van Dyck – Nationalmuseum in Stockholm |

Pentimenti kunnen bij de studie van een werk belangrijk zijn om het onderscheid te maken tussen een origineel en een kopie uit dezelfde periode. Het werk dat de pentimenti bevat is waarschijnlijk het origineel omdat de kopie (meestal) gemaakt werd nadat het originele werk voltooid was. De kopiist had geen idee van het originele werk en de verbeteringen eraan en probeerde het origineel zo getrouw mogelijk na te schilderen. Een voorbeeld is de vergelijking van twee versies van de heilige Hiëronymus toegeschreven aan Antoon van Dyck, waarvan een bewaard wordt in het Museum Boijmans Van Beuningen in Rotterdamen de andere in het Nationalmuseum in Stockholm. Het M - Museum Leuven wijdde hieraan een tentoonstelling in 2010, waarin de beide versies naast elkaar werden getoond en het onderzoek van onder meer de pentimenti werd toegelicht.
De aanwezigheid van pentimenti is uiteraard geen sluitend bewijs van de originaliteit van het werk. Ook kopiisten brachten pentimenti aan om bepaalde onderdelen naar hun smaak te verbeteren of om verbeteringen toe te passen die noodzakelijk bleken na fouten bij het kopiëren.
|                                               |  |                                                       |
| Mona Lisa, Leonardo da Vinci, Louvre – Parijs |  | Kopie van de Mona Lisa bewaard in het Prado in Madrid |

Het is natuurlijk ook mogelijk dat dezelfde of gelijkaardige pentimenti voorkomen op het origineel en op de kopie. Dit toont aan dat de kopiist de totstandkoming van het origineel van dichtbij kon volgen, met andere woorden dat hij een assistent of leerling was van de meester. Een beroemd voorbeeld is de Mona Lisa in het Louvre van Leonardo da Vinci en de kopie in het Prado. Bij het onderzoek met infraroodreflectografie legde men de ondertekening van het werk uit het Prado vast. Deze ondertekening was zeer gelijkaardig aan de ondertekening die men gevonden had bij het onderzoek van het origineel door het Louvre in 2004. Men kon zelfs vaststellen dat er gelijkaardige wijzigingen aan beide werken werden aangebracht tijdens hun realisatie. Deze gelijkaardige evolutie van het origineel en van de kopie wijzen op een gelijktijdig geschilderde kopie, onder controle van de meester zelf.
Dit is geen alleenstaand geval, in het Verenigd Koninkrijk zijn twee versies van een portret van Sir Thomas Gresham het eerste in de National Portrait Gallery en het ander bij de Mercer's Company in Londen. Technisch onderzoek wees uit dat beide werken dezelfde pentimenti hebben op identiek dezelfde plaats, wat er op wijst dat de originele schilder de correctie gemaakt heeft tijdens het ontstaansproces en dat beide werken dus tegelijk werden gemaakt. Vooral voor portretten was het geen uitzondering dat er meerdere exemplaren tegelijkertijd besteld werden.
Naast de vraag van kopie versus origineel laten pentimenti toe om na te gaan hoe de kunstenaar werkte. Sommige artiesten maakten weinig pentimenti, terwijl bij anderen het werk nooit af was: het klassieke voorbeeld is Leonardo da Vinci. Ook in de werken van Caravaggio, van wie vroeger gedacht werd dat hij rechtstreeks op het doek schilderde zonder eerst een ondertekening te maken, zijn talrijke pentimenti terug te vinden. Ondertussen is men met de nieuwste IRR-analyses tot de conclusie gekomen dat ook Caravaggio van ondertekeningen gebruik maakte. Sommigen beweren dat ook Rembrandt van Rijn zonder ondertekening schilderde, vanwaar zijn talrijke pentimenti, maar volgens recente studies blijkt dit absoluut niet het geval geweest te zijn, evenmin als voor Titiaan.
Ook de organisatie van het werk in een atelier kunnen de kunsthistorici analyseren dankzij de combinatie van gegevens uit de ondertekening en de pentimenti. Aan de hand hiervan kan onderzocht worden wat de meester in het werk zelf heeft geschilderd, wat het werk was van zijn leerlingen en waar hij zijn leerlingen verbeterd heeft.

## Overschildering

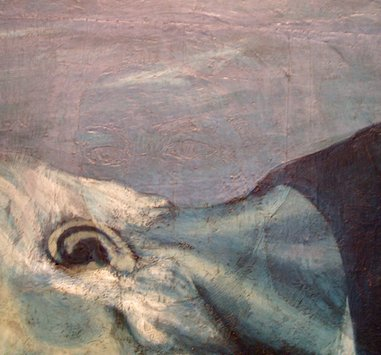
Het vrouwengezicht waar De oude gitarist werd over geschilderd

Een overschildering die niet van de hand van de originele meester van het werk is kan nooit als een pentimento beschouwd worden. Het “aankleden” van de naaktfiguren op het plafond van de Sixtijnse kapel is geen pentimento. Maar er zijn overschilderingen uitgevoerd door de meester zelf die we ook niet als pentimento kunnen beschouwen. In De oude gitarist van Pablo Picasso is een vrouwengezicht terug te vinden dat origineel op het doek was geschilderd. In dit geval is er geen sprake van een pentimento, maar van hergebruik van het doek voor een ander werk. Ook Vincent van Gogh hergebruikte beschilderde doeken omwille van zijn precaire financiële situatie, maar voor pentimenti is het noodzakelijk dat het gaat over een wijziging aan een origineel werk.